# Val de Bussy
Le Val de Bussy est le nom du secteur III de la ville nouvelle de Marne-la-Vallée.

## Composition
Le Val de Bussy regroupe douze communes. Neuf d'entre elles se sont réunies en 2001 au sein de la communauté d'agglomération de Marne et Gondoire — Bussy-Saint-Martin, Chanteloup-en-Brie, Collégien, Conches-sur-Gondoire, Gouvernes, Guermantes, Jossigny, Lagny-sur-Marne et Saint-Thibault-des-Vignes. Elles ont été rejointes ultérieurement par sept communes externes au Val de Bussy, par les communes membres de Montévrain en 2013 et de Bussy-Saint-Georges en 2014, puis par la commune membre de Ferrières-en-Brie et la commune externe de Pontcarré en 2018 portant à vingt le nombre de communes membres de la communauté.
La commune de Bussy-Saint-Georges a le statut d'agglomération nouvelle, autrement dit, de ville nouvelle.
La commune de Montévrain est associée à l'établissement public. 
| Nom                       | Code Insee | Intercommunalité        | Superficie (km2) | Population (dernière pop. légale) | Densité (hab./km2) |
| ------------------------- | ---------- | ----------------------- | ---------------- | --------------------------------- | ------------------ |
| Bussy-Saint-Martin        | 77059      | CA de Marne et Gondoire | 2,64             | 728 (2022)                        | 276                |
| Bussy-Saint-Georges       | 77058      | CA de Marne et Gondoire | 13,39            | 26 334 (2022)                     | 1 967              |
| Chanteloup-en-Brie        | 77085      | CA de Marne et Gondoire | 3,18             | 4 166 (2022)                      | 1 310              |
| Collégien                 | 77121      | CA de Marne et Gondoire | 4,27             | 3 332 (2022)                      | 780                |
| Conches-sur-Gondoire      | 77124      | CA de Marne et Gondoire | 1,52             | 1 751 (2022)                      | 1 152              |
| Ferrières-en-Brie         | 77181      | CA de Marne et Gondoire | 6,75             | 3 887 (2022)                      | 576                |
| Gouvernes                 | 77209      | CA de Marne et Gondoire | 2,72             | 1 175 (2022)                      | 432                |
| Guermantes                | 77221      | CA de Marne et Gondoire | 1,26             | 1 151 (2022)                      | 913                |
| Jossigny                  | 77237      | CA de Marne et Gondoire | 9,62             | 639 (2022)                        | 66                 |
| Lagny-sur-Marne           | 77243      | CA de Marne et Gondoire | 5,72             | 21 433 (2022)                     | 3 747              |
| Montévrain                | 77307      | CA de Marne et Gondoire | 5,44             | 14 847 (2022)                     | 2 729              |
| Saint-Thibault-des-Vignes | 77438      | CA de Marne et Gondoire | 4,7              | 6 793 (2022)                      | 1 445              |

## Politique et administration
| Commune                   | Maire             | Nuance politique                            |
| ------------------------- | ----------------- | ------------------------------------------- |
| Bussy-Saint-Georges       | Yann Dubosc       | Les Républicains                            |
| Bussy-Saint-Martin        | Patrick Guichard  | Divers droite                               |
| Chanteloup-en-Brie        | Marcel Oulès      | Parti socialiste                            |
| Collégien                 | Marc Pinoteau     | Parti socialiste                            |
| Conches-sur-Gondoire      | Frédéric Nion     | Les Républicains                            |
| Ferrières-en-Brie         | Mireille Munch    | Cap21                                       |
| Gouvernes                 | Jean Tassin       | Divers droite                               |
| Guermantes                | Denis Marchand    | Divers droite                               |
| Jossigny                  | Patrick Maillard  | Sans étiquette                              |
| Lagny-sur-Marne           | Jean-Paul Michel  | Horizons                                    |
| Montévrain                | Christian Robache | Horizons                                    |
| Saint-Thibault-des-Vignes | Sinclair Vouriot  | Centre national des indépendants et paysans |

L'aménagement du secteur du Val de Bussy est effectué par Epamarne, l'un des établissements publics d'aménagement de Marne-la-Vallée, dont le siège est à Noisiel. Étant couvert par l'aménageur, le territoire du secteur III est une opération d'intérêt national dans le cadre de l'aménagement de la ville nouvelle de Marne-la-Vallée.

## Desserte
Le secteur du Val de Bussy est desservi par deux gares du RER A et par la ligne P du Transilien Paris - Meaux :
- Bussy-Saint-Georges et Serris - Montévrain - Val d'Europe pour le RER A ;
- Lagny - Thorigny (commune de Thorigny-sur-Marne, au nord du secteur) pour le Transilien P.

Le réseau TGV est accessible par la gare de Marne-la-Vallée - Chessy, le terminus oriental du RER A (commune de Chessy, dans le secteur IV de Marne-la-Vallée).